# ムルコニチ・グラード
ムルコニチ・グラード（セルビア語: Мркоњић Град,ボスニア語: Mrkonjić Grad,クロアチア語: Mrkonjić Grad）はボスニア・ヘルツェゴビナ西部の都市および基礎自治体で、ボスニア・ヘルツェゴビナを構成する構成体のうちスルプスカ共和国に属する。バニャ・ルカとヤイツェの間にあり、ボサンスカ・クライナ地方に位置する。

## 歴史
町は考古学的な発見から先史時代にまで遡り、ローマの痕跡も見つかっている。町の名称はオスマン支配など歴史的にいく度か変わっており、ゴルニ・クロケ、ノヴァ・ヤイツェ（イェニドジ・ヤイツェ）、ヴァルツァル・ヴァクフと変わりそして現代のムルコニチ・グラードとなった。ムルコニチ・グラードに変わったのは1924年のことで、ペタール1世がオスマン帝国に対する反乱（1875-1878）のときにムルコニチの仮名でハイドゥクとして戦ったことに因むとされている。
第二次世界大戦時の1943年11月25日にZAVNOBiHが初めて会合を開いた町として知られセルビア系ボスニア人 (en) 、クロアチア系ボスニア人 (en) 、ボシュニャク人が共通の共和国を宣言した。
ボスニア・ヘルツェゴビナ紛争の1992年から1995年の間、町はセルビア系の支配下にあった。1995年10月8日から12日にクロアチア勢力によってムルコニチ・グラードはその支配下になりセルビア系住民に対して残虐な行為が行われた。480人のセルビア系住民が殺害されたが、そのうち219体しか遺体が発見されるか確認されていない。また、多くのセルビア系の住民は町を離れることになった。クロアチア勢力は戦後帰還するであろうセルビア系住民を妨げるためムルコニチ・グラード市街のインフラの90%近くを破壊している。ムルコニチ・グラードでは1995年10月10日から1996年2月4日まで町を支配下に置いていたクロアチアの常備軍に対し町を破壊し損害を与えたことに対して、訴訟を起こす準備をしている。町はまたアメリカ空軍が1995年6月にセルビア勢力側の地対空ミサイルによりF−16戦闘機を1機失ったムルコニチ・グラード事件 (en) でも知られている。パイロットのScott O'Grady (en) はその後アメリカ海兵隊に救出され無事であった。
デイトン合意後、ムルコニチ・グラードはスルプスカ共和国の領域とされた。

## 人口動態

### 1910年
1910年の国勢調査によれば当時のヴァルカル・ヴァクフ自治体の人口はセルビア正教信仰者が79.61%を占め多数派であった。

### 1971年
合計 - 30.159人
- セルビア人 - 24,990人 (82.86%)
- ムスリム人 - 2,734人 (9.06%)
- クロアチア人 - 2,204人 (7.30%)
- ユーゴスラビア人 - 98人 (0.32%)
- その他 - 133人 (0.46%)

### 1981年
合計 - 29,684人
- セルビア人 - 23,364人 (78.70%)
- ボシュニャク人 - 3,009人 (10.13%)
- クロアチア人- 2,290人 (7.71%)
- ユーゴスラビア人 - 855人 (2.88%)
- その他 - 166人 (0.58%)

### 1991年
合計 - 27,379人 
- セルビア人 -  21,159人
- ボシュニャク人 - 3,275人
- クロアチア人 -  2,141人
- ユーゴスラビア人 - 584人
- その他 - 220人

市街合計人口- 11,261人
- 78% セルビア人
- 13% ボシュニャク人（ムスリム人）
- 4% ユーゴスラビア人
- 3% クロアチア人
- 2% その他

### 2006年
2006年現在セルビア人が多数派を占める。